# Android Oreo
Android Oreo (kôdnog naziva Android O) osma je inačica Googleovog operacijskog sustava Android. Prvi puta je izdan u ožujku 2017. godine kao pregledna inačica za razvijatelje u alfa fazi razvoja, a javno je izdan 21. kolovoza 2017.
Sadrži niz većih poboljšanja i značajki, uključujući grupiranje obavijesti, podršku za prikaz videozapisa na zaslonima izvan aplikacije za reprodukciju, poboljšanja performansi i optimizaciju upotrebe baterije, podršku za automatsko popunjavanje, Bluetooth 5, integracija na razini sustava s VoIP aplikacijama, gamuts u širokim bojama i podršku za Wi-Fi Aware. Android Oreo uvodi i dvije značajke platforme: Android Go - distribuciju operacijskog sustava za uređaje s niskim tehničkim specifikacijama - i podršku za implementaciju sloja apstrakcije hardvera.